# Andrew Brons
Andrew Henry William Brons (født 3. juni 1947) er siden 2009 britisk medlem af Europa-Parlamentet, valgt for British National Party (indgår i parlamentsgruppen løsgænger).